# Geron psammobates
Geron psammobates är en tvåvingeart som beskrevs av Hesse 1938. Geron psammobates ingår i släktet Geron och familjen svävflugor. Inga underarter finns listade i Catalogue of Life.